# Karianne Christiansen
Karianne Christiansen (Tønsberg, 24 febbraio 1949 – Gol, 30 ottobre 1976) è stata una sciatrice alpina norvegese.

## Biografia
Sciatrice polivalente, la Christiansen debuttò in campo internazionale in occasione del 18º Palio delle Dolomiti, il 2 febbraio 1967 sul Monte Bondone (23ª nella discesa libera, 16ª nello slalom gigante); in Coppa del Mondo esordì il 6 gennaio 1968 a Oberstaufen in slalom speciale, senza completare la prova, ottenne il primo piazzamento il 24 febbraio successivo a Oslo in slalom gigante (14ª) e il miglior risultato il giorno successivo nella medesima località in slalom speciale (5ª).
Ai Mondiali di Val Gardena 1970 si classificò 10ª nella discesa libera, 17ª nello slalom gigante, 20ª nello slalom speciale e 8ª nella combinata e il 14 marzo dello stesso anno bissò il suo miglior piazzamento in Coppa del Mondo, a Voss in slalom speciale (5ª). Nel massimo circuito internazionale ottenne l'ultimo piazzamento l'11 dicembre 1971 a Val-d'Isère in discesa libera (6ª) e prese per l'ultima volta il via il 17 dicembre seguente a Sestriere nella medesima specialità (33ª); ai successivi XI Giochi olimpici invernali di Sapporo 1972, sua unica presenza olimpica e congedo agonistico internazionale, si classificò 21ª nella discesa libera, 27ª nello slalom gigante e non concluse lo slalom speciale. Il suo ultimo risultato in carriera fu la medaglia d'oro vinta nello slalom gigante ai Campionati norvegesi 1972, disputato il 18 marzo a Bjorli; morì nel 1976 in un incidente automobilistico.

## Palmarès

### Coppa del Mondo
- Miglior piazzamento in classifica generale: 23ª nel 1970

### Campionati norvegesi
- 15 medaglie[senza fonte]:
  - 10 ori (slalom speciale nel 1968; slalom gigante, slalom speciale, combinata nel 1969; discesa libera, slalom speciale, combinata nel 1970; discesa libera, slalom gigante nel 1971; slalom gigante nel 1972)[6]
  - 2 argenti (discesa libera nel 1969; slalom gigante nel 1970)
  -  3 bronzi (slalom gigante nel 1966; discesa libera, slalom gigante nel 1968)[senza fonte]